# Anthony Ogogo
Anthony Ogogo (n. 24 noiembrie 1988, Lowestoft, Anglia, Regatul Unit) este un boxer ce a reprezentat Regatul Unit al Marii Britanii și al Irlandei de Nord, medaliat olimpic. A participat la o ediție a Jocurilor Olimpice (2012) în care a câștigat o medalie de bronz.